# 卡麦
卡麦是尼泊尔卡斯人社会中的贱民。主要工作是制造铁器与给廓尔喀军人制廓爾喀刀。在2001年人口普查，总数895954人。在尼泊尔96.69%是印度教徒，其他信佛教。